# Astrochelys
Astrochelys is een geslacht van schildpadden uit de familie landschildpadden (Testudinidae). Er zijn twee soorten, die vroeger tot het geslacht Geochelone werden gerekend, waardoor de literatuur niet altijd eenduidig is. 

## Naam en indeling
De wetenschappelijke naam van de groep werd voor het eerst voorgesteld door Leopold Fitzinger in 1835. De schildpadden werden eerder aan andere geslachten toegekend, zoals Testudo en Geochelone. De geslachtsnaam Astrochelys betekent vrij vertaald 'sterschildpad'; astra = ster en chelys = schildpad.

### Soorten
Het geslacht omvat de volgende soorten, met de auteur en het verspreidingsgebied.
| Naam                                       | Auteur         | Verspreidingsgebied   |
| ------------------------------------------ | -------------- | --------------------- |
| Stralenschildpad (Astrochelys radiata)     | Shaw, 1802     | zuidelijk Madagaskar  |
| Madagaskarschildpad (Astrochelys yniphora) | Vaillant, 1885 | noordelijk Madagaskar |

## Uiterlijke kenmerken
De schildpadden bereiken een rugschildlengte tot ongeveer 40 centimeter, de mannetjes worden groter dan de vrouwtjes. Beide soorten hebben een ster-vormige tekening op het rugschild. Deze is echter niet zo prominent als die van de sterschildpadden zoals bijvoorbeeld de sterschildpad (Geochelone elegans). De madagaskarschildpad is de onderscheiden van de stralenschildpad door het veel langere keelschild. 

## Verspreiding en habitat

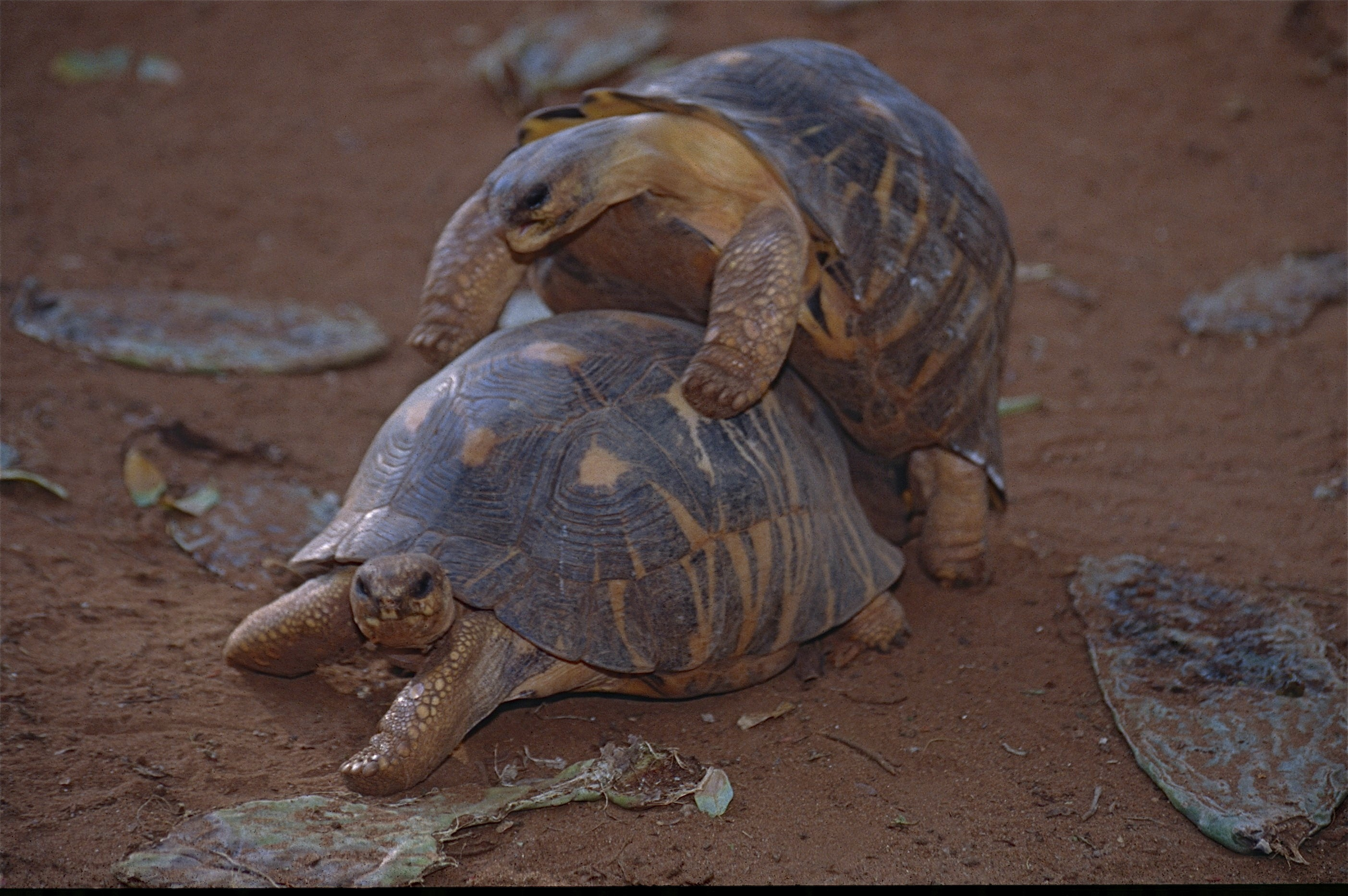
Paring van de stralenschildpad (Astrochelys radiata).

De soorten komen voor in delen van Afrika en zijn endemisch in Madagaskar. De stralenschildpad komt voor in het zuiden en de madagaskarschildpad in het noorden. De habitat bestaat uit droge delen in savannen en in tropische en subtropische bossen, met scrubland en bamboestruiken als begroeiing.

## Levenswijze
De dieren zijn herbivoor en leven van grassen en andere planten. De vrouwtjes begraven de eieren in het zand. De eieren hebben een ronde vorm en een harde schaal. Er worden meerdere nesten afgezet per seizoen. 

## Beschermingsstatus
Beide soorten zijn als gevolg van het illegaal verzamelen van de dieren en habitatvernietiging sterk bedreigd. Door de internationale natuurbeschermingsorganisatie IUCN is aan beide soorten een beschermingsstatus toegewezen. De schildpadden worden beschouwd als 'ernstig bedreigd' (Critically Endangered of CR).